# Адаптивный линейный сумматор
Адаптивные линейные сумматоры (АЛС) (или нерекурсивные адаптивные фильтры) — алгоритмы и модели, используемые в обработке сигналов и машинном обучении, которые помогают адаптироваться к изменяющимся условиям или данным. Основная идея заключается в том, что АЛС могут изменять свои параметры в зависимости от входных данных, что позволяет им улучшать точность своих прогнозов.

## Основные характеристики адаптивных линейных сумматоров
1. Линейная комбинация: АЛС принимает на вход несколько сигналов или признаков и вычисляет их линейную комбинацию с помощью весов.
2. Адаптивность: Веса обновляются на основе алгоритмов обучения, таких как метод градиентного спуска или алгоритм LMS (Least Mean Squares), что позволяет модели адаптироваться к новым данным.
3. Применение: АЛС используется в различных областях, включая обработку аудио и видео сигналов, инженерные приложения, системы управления и прогнозирование.
4. Простота: Модели АЛС относительно просты в реализации и могут быть эффективно обучены с использованием небольшого объема данных.

## Пример использования
АЛС часто применяется в системах фильтрации, где требуется быстро реагировать на изменения в сигнале, например, в шумоподавлении или в системах предсказания временных рядов.
Таким образом, адаптивные линейные сумматоры являются важным инструментом в современных технологиях обработки данных и сигналов.